# Generaldirektion Handel
Die Generaldirektion Handel der Europäischen Kommission (engl. Directorate-General Trade, interne Abkürzung: TRADE) leitet die organisatorischen Handelsbeziehungen mit Drittstaaten außerhalb der EU. Dies beinhaltet die Verhandlungen mit Drittstaaten, Anstrengungen zur Verbesserung des Marktzugangs für Im- & Exporteure sowie der Durchsetzung von fairen Regeln auf dem internationalen Markt, und dies unter Berücksichtigung der sozialen und ökologischen Auswirkungen des internationalen Handels. 
Kommissar für Handel ist seit September 2020 Valdis Dombrovskis. 
Zum 1. Juni 2019 übernahm Sabine Weyand die Leitung der Generaldirektion. Unter den Kommissionen Barroso II und Juncker leitete Jean-Luc Demarty die Generaldirektion von Januar 2011 bis Mai 2019. Von 2005 bis 2010 war David O’Sullivan Generaldirektor.

## Zuständigkeitsbereiche
Zu den hoheitlichen Handelsbeziehungen der Europäischen Union gehören:
- Regelung des Warenaustausches
- Regelung von Dienstleistungen und Auslandsdirektinvestitionen (Foreign Direct Investment)
- Kommerzielle Verwertung von Patentrechten

## Direktionen
Die Generaldirektion ist in Brüssel angesiedelt und gliedert sich in acht Direktionen:
- Direktion A: Multilaterale Angelegenheiten, Strategie, Analyse, Bewertung
- Direktion B: Asien (I), Dienstleistungen & Digitaler Handel, Investitionen und Geistiges Eigentum
- Direktion C: Afrika, Karibik & Pazifik, Asien (II), Handel & Nachhaltige Entwicklung, Green Deal
- Direktion D: Nord- und Südamerika, Landwirtschaft &Lebensmittelsicherheit
- Direktion E: Nachbarländer, Industrie, Güter, Regulatorische Zusammenarbeit und Öffentliche Ausschreibungen
- Direktion F: Durchsetzung, Marktzugang, KMUs, Rechtsanwendungen, Technologie und Sicherheit
- Direktion R: Ressourcen, Interinstitutionelle Beziehungen, Kommunikation und Zivilgesellschaft